# ماهیچه‌های میان‌استخوانی کف‌دستی
ماهیچه‌های میان‌استخوانی کف‌دستی (انگلیسی: Palmar interossei muscles) شامل سه ماهیچه کوچک هستند. کارکرد آن‌ها نزدیک کردن و تا کردن بندهای پروکسیمال انگشتان، باز کردن بندهای میانی و دیستال انگشتان است.
خاستگاه: کناره استخوان‌های کف دستی اول، دوم، چهارم و پنجم
پیوندگاه: زردپی‌های بازکننده (extensor tendons) انگشتان اول، دوم، سوم، چهارم و پنجم دست
عصب‌گیری: از عصب زند زیرین (ulnar)

## نگارخانه

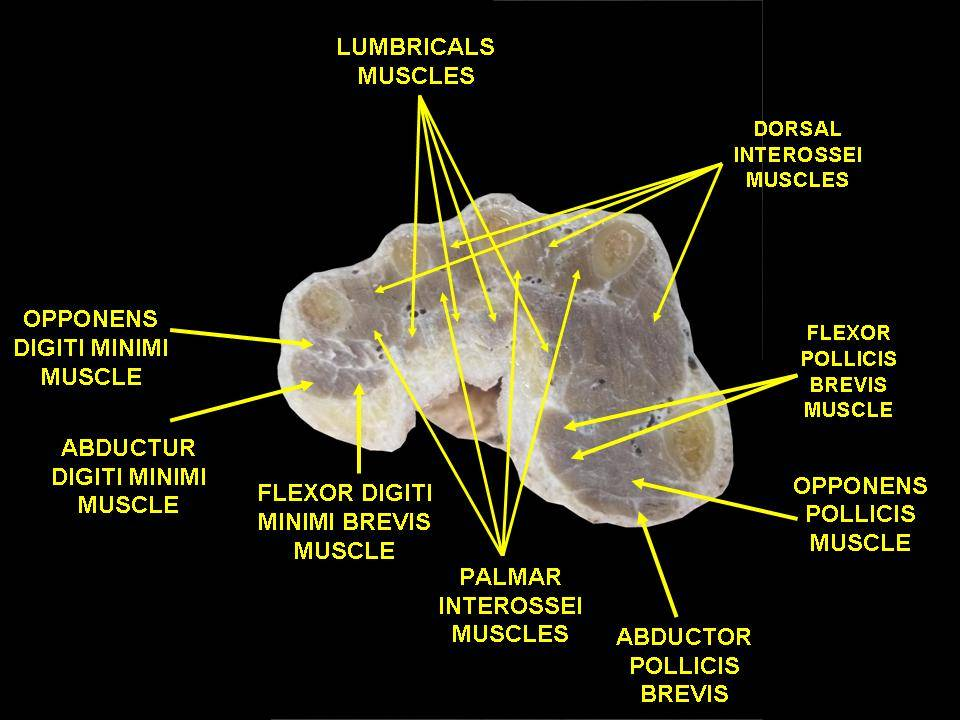